# Rudsklätten
Rudsklätten är en Värmlands största fornborgar och ligger i Sölje i Stavnäs socken i Arvika kommun. Den är 200 gånger 180 meter stor och är belägen på en hög bergshöjd vid Söljeflagan i insjön Glafsfjordens sydostliga del. Den största fornborgen ligger i Östra Ämtervik och är  660x200 m stor.
På krönet av höjden Rudsklätten ligger resterna av en fornborg. Den begränsas i öster av branta stup. Fornborgen har en byggd stenvall på de mer lättillgängliga ställena. Vallen är 2–4 meter bred och 0,2–0,5 meter hög. Det finns en ingång till borgen i sydväst.  Vallen hade troligen en påbyggnad, en palissad eller liknande, men har antingen brunnit upp eller förmultnat. En klippa på höjden har ett utmärkt utsiktsläge mot Glafsfjorden och kan eventuellt ha tjänat som utsiktsplats och/eller vårdkaseberg. Fornborgar dateras ofta till yngre järnålder. Borgens omgivning med många bronsåldersrösen och avsaknad av yngre spår från järnåldern gör det också möjligt att borgen anlagts redan under bronsåldern-'' som bevakningsplats eller befäst fast bostad. Borgen är inte undersökt.

## Riksintresse
I borgens södra del finns en hällkista och nedanför utefter strandkanten mot Glafsfjorden ligger ett flertal gravrösen varav ett mycket stort. Borgen är enligt riksantivarieämbetet av riksintresse .  Riksantikvarieämbetet har motiverat att fornlämningarna på Västra Rud är av riksintresse :
"Fornlämningsmiljö med karakteristiska minnen från senneolitikum, bronsålder och äldre järnålder som pedagogiskt belyser traktens äldsta bebyggelsehistoria.
Uttryck för riksintresset:

Rösen, varav ett osedvanligt stort (40 x 30 m), hällkista, fornborg" 
Länsstyrelsen i Värmland skriver:
Kulturhistoriskt värde

Området vid Västra Rud-Rävön-Sölje utgör ett koncentrat av Glafsfjordens sammansatta och varierade fornlämningsbestånd av stort arkeologiskt och kulturgeografiskt intresse. På en relativt liten yta möts här karaktärsfornlämningar från forntidens samtliga huvudskeden som på ett osedvanligt tydligt sätt sammanfattar viktiga utvecklingslinjer i landskapets bebyggelsehistoriska utveckling. Vanligast är rösen och stensättningar av brons- och järnålderns karaktär som bildar ett för västsvenska inlandet närmast unikt "röselandskap" med paralleller i Norrlands- och Bohuskusternas rösegrupper. I den forntida miljön möter också den yngre stenålderns viktigaste arkeologiska ledform hällkistan, men också av yngre datum landskapets största fornborg.

## Extern länk
- 39:1, Riksantikvarieämbetet